# Доње Пазариште
Доње Пазариште је насељено мјесто у Лици. Припада граду Госпићу, у Личко-сењској жупанији, Република Хрватска.

## Географија
Доње Пазариште је удаљено око 22 км сјеверозападно од Госпића.

## Историја
Насеље се у 15. вијеку звало Доње Жажично.
Сењски бискуп М. Брајковић помиње 1700. године, место "Пазариште", у којем живе "католички Власи (Срби) који се друкчије зову Буњевци".

## Други свјетски рат
На подручју Доњег Пазаришта се налазе масовна губилишта усташког логора Госпић. То су: Леваров понор и Влатковића понор. На ширем подручју Пазарића се налазе сљедећа масовна губилишта усташког логора Госпић: Шевић јама, Ташина јама, јама Плана-буџак и губилиште код Калиноваче-Пазариште. Санитетска комисија Петог италијанског армијског корпуса је 20. августа 1941. обишла стратиште „Леваров понор“ у Доњем Пазаришту, и у свом извјештају од 1. септембра 1941. записала да су у ову јаму усташе бацале Србе довођене из логора Госпић.

## Становништво
Према попису из 1991. године, насеље Доње Пазариште је имало 307 становника. Према попису становништва из 2001. године, Доње Пазариште је имало 170 становника. Према попису становништва из 2011. године, насеље Доње Пазариште је имало 125 становника.
| Демографија | Демографија | Демографија |
| Година      | Становника  | Становника  |
| ----------- | ----------- | ----------- |
| 1961.       | 283         |             |
| 1971.       | 251         |             |
| 1981.       | 174         |             |
| 1991.       | 307         |             |
| 2001.       | 170         |             |
| 2011.       |             | 125         |

## Попис 1991.
На попису становништва 1991. године, насељено место Доње Пазариште је имало 307 становника, следећег националног састава:
| Попис 1991.‍ | Попис 1991.‍ | Попис 1991.‍ | Попис 1991.‍ | Попис 1991.‍ |
| ----------- | ----------- | ----------- | ----------- | ----------- |
|             |             |             |             |             |
| Хрвати      | Хрвати      |             | 307         | 100%        |
| укупно: 307 |             |             |             |             |

## Познате личности
- Анка Буторац, народни херој Југославије